# Roix Pinà
Roix Pinà (en hebreu: ראש פינה) és un ajuntament de la regió de Galilea, situat en el vessant oriental de la Muntanya Knan, en el Districte del Nord d'Israel. La ciutat amb el nom actual va ser fundada en 1882 per 30 famílies que van emigrar de Romania, sent aquest un dels assentaments sionistes més antics de l'Estat d'Israel. Va ser precedit en el mateix lloc per l'assentament de Gei Oni, que fou establert per jueus locals de Safed en 1878, i que havia estat abandonat gairebé en 1882. En 2017 tenia una població de 3.061 habitants.